# Anaea verticordia
Anaea verticordia is een vlinder uit de familie van de Nymphalidae. De wetenschappelijke naam van de soort is voor het eerst geldig gepubliceerd in 1825 door Jacob Hübner.